# Сахновщина
Сахнóвщина — селище на Слобожанщині у Берестинському районі Харківської області, 6900 мешканців.

## Географічне розташування
Селище міського типу Сахновщина розташоване в місці витоків річок Вошива і Сугарь на південний захід від Харкова. Відстань до обласного центру — 150 км. До селища прилягають села Івано-Слиньківка, Гришівка і Новоолександрівка. Через селище проходять автомобільні дороги Р79, Т 2120 і залізниця, станція Сахновщина.

## Назва
Назва походить від прізвища козацько-старшинської родини Сахновських, які володіли навколишніми землями. Зокрема, це підтверджує військово-топографічна мапа Ф.Шуберта 1846—1863 рр., на якій частина «дикого степу», що розкинулася від с. Кардашівка (нині — Дар Надії) вздовж берегів річки Багата до сіл Дмитрівка і Григорівка (нині об'єднані у с. Гришівка), позначена як «Сахновщина». У цих селах, як свідчить четвертий том «Малоросійського гербовника» Вадима Модзалевського майже сто років проживали багатодітні дворянські родини Сахновських.

## Історія
Сахновщина заснована на початку XIX сторіччя як хутір Кобилячин (Кобилячка) Костянтиноградського повіту Полтавської губернії переселенцями з Кобеляцького повіту цієї ж губернії. Під час будівництва залізниці Костянтиноград — Лозова (1897—1900) Сахновщина перетворилася на залізничне селище. Дістала назву від прізвища поміщика Сахновського, на землях якого була збудована однойменна залізнична станція.
За переписом 1910 року, у Сахновщині було 877 жителів, яким належало лише 326 десятин землі, що розподілялися досить нерівномірно. Основними ж земельними багатствами (до 7 тис. десятин) володів поміщик Сахновський.
1912 року створено Сахновщинське с/г т-во, кількість членів (1914) 35 осіб; голова ради О. О. Донченко, секретар І. Я. П'ятак.
1938 року отримала статус селище міського типу.

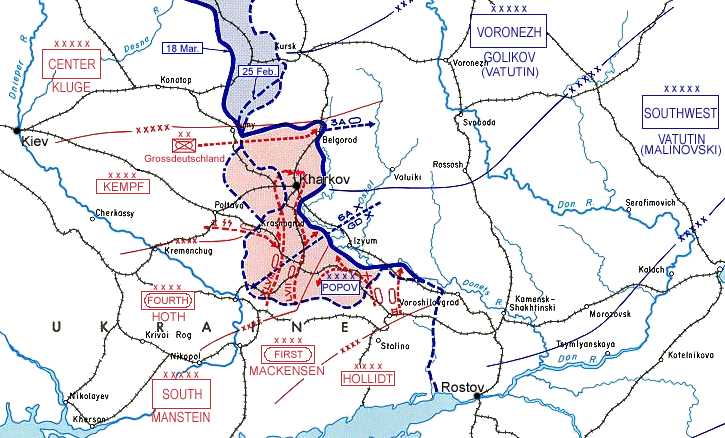
Операція «Зірка» та Третя битва за Харків, лютий — березень 1943

Радянські війська відійшли з Сахновщини 6/9 жовтня 1941 року.
Тимчасовий контроль над Сахновщиною Червона Армія встановила у лютому 1943 року під час Харківської наступальної операції 1943 року, 16/18 вересня 1943 — тривалий.
У січні 1942 року, під час Барвенково-Лозівської операції, Сахновщина деякий час розташовувалася у районі боїв. Був наступ на Красноград, звільнена Лозова, і з кінця січня до середини 1942 року територія під контролем радянських військ була на 30—40 кілометрів на схід від Сахновщини, по лінії Балаклія — Лозова.

## Населення

### Мова
Розподіл населення за рідною мовою за даними перепису 2001 року:
| Мова            | Кількість | Відсоток |
| --------------- | --------- | -------- |
| українська      | 8164      | 94.66%   |
| російська       | 420       | 4.87%    |
| вірменська      | 22        | 0.26%    |
| білоруська      | 11        | 0.13%    |
| болгарська      | 3         | 0.03%    |
| румунська       | 1         | 0.01%    |
| інші/не вказали | 4         | 0.04%    |
| Усього          | 8625      | 100%     |

## Економіка
- Сахновщинський завод продтоварів, ТОВ.
- Сахновщинський елеватор.
- Сахновщинська харчосмакова фабрика.
- Пивоварня (працює з 2018 року)[джерело?]

### Раніше працювали
- Сахновщинський молокозавод, ЗАТ.
- Сахновщинський маслозавод.
- Сахновщинський хлібозавод.[10]

## Об'єкти соціальної сфери
- Сахновщинська гімназія.[11]
- Школа.
- Сахновщинська центральна районна лікарня.
- Сахновщинський будинок творчості.
- Сахновщинська дитяча музична школа.

## Преса
З 10 грудня 1930 року (з перервою у 1941—1944) у Сахновщині виходить районна газета, яка у 1930—1963 мала назву «Комунар», а з 2 квітня 1963 називається «Колос».
2011 року голова Сахновщинської районної ради Харківської області Володимир Прядко посів третє місце у складеному НСЖУ списку найбільших ворогів преси в Україні: користуючись тим, що райрада є одним із співзасновників газети «Колос», фактично розпочав процедуру ліквідації юридичної особи — редакції, без рішення одного з співзасновників — трудового колективу.

## Пам'ятки

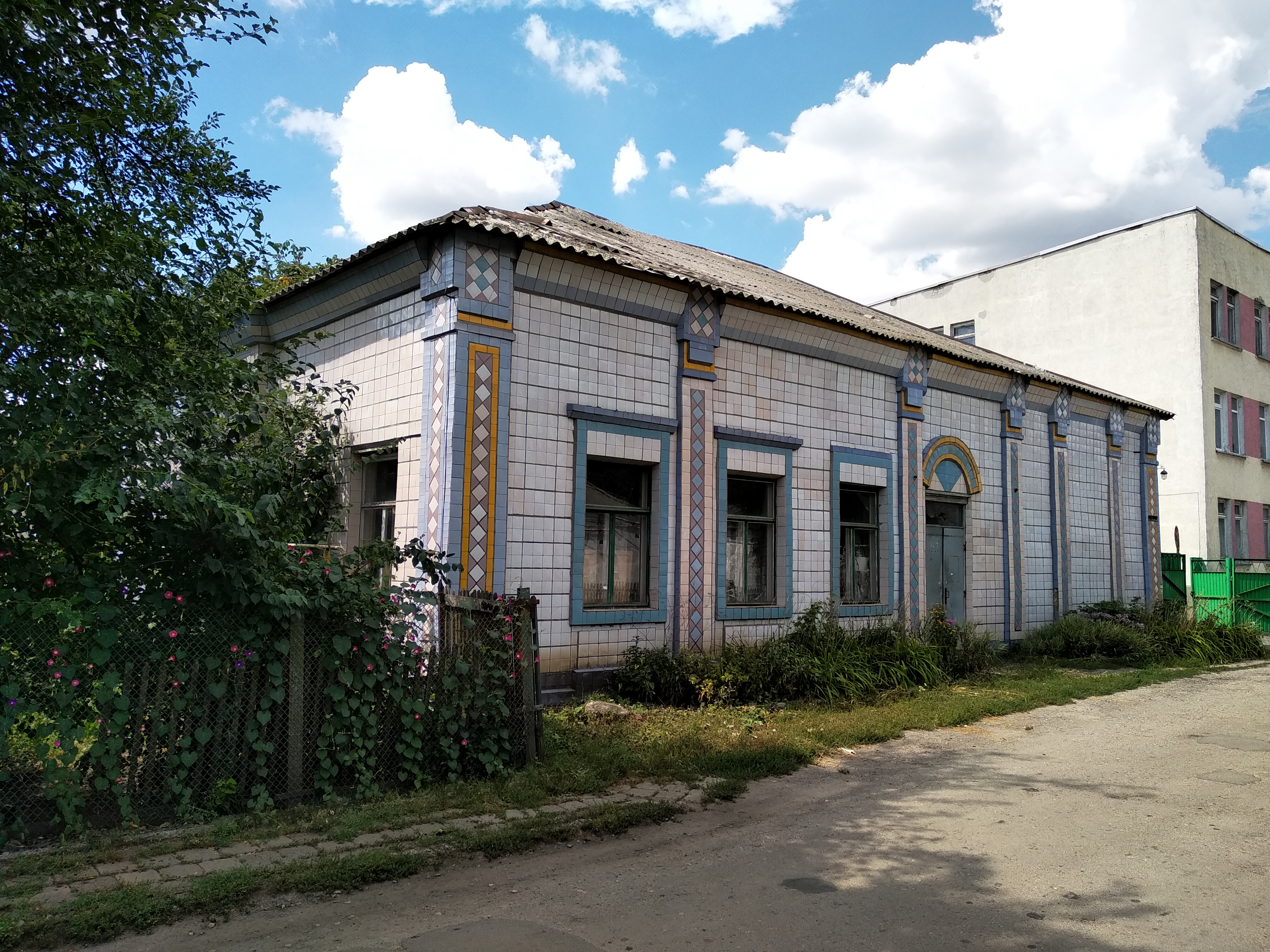
будівля колишньої синагоги, колишнього відділення зв'язку

- Свято-Покровський храм
- Молитовний будинок (синагога)

## Нематеріальна культурна спадщина
- Сахновщинський коровай

## Видатні люди
- Бутенко Георгій Андрійович (1938—1994) — український юрист
- Вакуленко Володимир Прокопович (1963) — український поет
- Дзюбка Олексій Миколайович (1982—2023) — молодший сержант Національної гвардії України, учасник російсько-української війни, Герой України (2025, посмертно).
- Дзядик Владислав Кирилович (1919—1998) — український математик
- Заворотній Олексій Тимофійович (1948) — український актор, драматург, поет, сценарист і кінорежисер, заслужений артист України
- Єрохін Андрій Леонідович (нар. 1966)— український науковець у галузі інформаційних технологій, доктор технічних наук, професор, декан факультету комп'ютерних наук Харківського національного університету радіоелектроніки.
- Кунденко Микола Петрович (нар. 1972) — український науковець у галузі електротехнологій, доктор технічних наук, професор, завідувач кафедри інтегрованих електротехнологій та процесів Харківського національного технічного університету сільського господарства імені Петра Василенка
- Левицький Олександр Олександрович — заслужений діяч мистецтв України
- Малахова Тетяна — сценарист кіно і телебачення, дитяча поетеса, автор сатиричних монологів для Андрія Данилка (Верка Сердючка), автор вірша «Здравствуй, мальчик за серым щитом»
- Муромцева Ольга Георгіївна (Аксьонова) (1938—2008) — український мовознавець
- Остапченко Микола Васильович (1923—1944) — Герой Радянського Союзу (1945)
- Половинко Григорій Григорович — український письменник, журналіст, перекладач, громадський діяч.
- Попудренко Микола Микитович (1906—1943) — один з організаторів партизанського руху в Україні
- Шевченко Тарас Георгійович (1929—2015) — український живописець, художник театру, Заслужений діяч мистецтв України. Проживав у Сахновщині.
- Янко Микола Тимофійович (1912—2011) — український краєзнавець